# Sani Magori
Sani Elhadj Magori (* 27. Juli 1971 in Galmi) ist ein nigrischer Filmregisseur.

## Leben
Sani Magori legte 1994 seine Reifeprüfung ab. Danach studierte er mit einem Stipendium Agrarwissenschaften in Algerien. Er spezialisierte sich auf Dattelpalmen. Nach Abschluss seines Studiums kehrte er nach Niger zurück, wo er keine seiner Ausbildung entsprechende Arbeit fand. Er begann daraufhin als Journalist für die Frauenzeitschrift Amina und weitere französische und nigrische Zeitschriften zu arbeiten. Sani Magori interessierte sich dafür, seine Reportagen als Filme gestalten zu können. Er lernte den Dokumentarfilmregisseur Malam Saguirou kennen, der ihn dabei beriet. Magori machte daraufhin 2008 einen Master in Dokumentarfilmregie an der Université Gaston Berger in Saint-Louis in Senegal.
Sein erster, auf Wolof gedrehter Dokumentarfilm Notre pain capital (2008) thematisiert die Lebensmittelsituation in Saint-Louis und brachte ihm unter anderem eine Einladung in den internationalen Wettbewerb des Festival du Court-Métrage de Clermont-Ferrand ein. In Pour le meilleur et pour l’oignon! (2008) berichtet Magori über die Zwiebelsorte Violet de Galmi, für die sein Heimatdorf landesweit bekannt ist. Sein Film Koukan Kourcia (2010) widmet sich dem Thema Migration und wurde als bester Dokumentarfilm am FESPACO 2010 ausgezeichnet. Neben seiner Tätigkeit als Filmemacher unterrichtet Magori am Institut de formation aux techniques de l’information et de la communication du Niger. Im Jahr 2018 wurde er zum Direktor des staatlichen Centre national de la Cinématographie du Niger (CNCN) ernannt.

## Filmografie
- 2008: Notre pain capital
- 2008: Pour le meilleur et pour l’oignon!
- 2010: Koukan Kourcia
- 2013: Koukan Kourcia 2 : Les Médiatrices